# Serdar Aziz
Serdar Aziz, né le 23 octobre 1990 à Osmangazi, est un footballeur international turc. Il évolue au poste de défenseur central.

## Biographie
Né à Bursa dans la banlieue d'Osmangazi, le jeune Serdar Aziz arrive à Bursaspor à l'âge de 16 ans, il se fait une place en 2008 après un prêt à Merinosspor. Il revient à Bursa en 2008 et devient un titulaire indiscutable, il gagne le Championnat de Turquie en 2010.
Il restera au club jusqu'en 2016 et son transfert vers Galatasaray, l'un des grands clubs d'Istanbul. Le transfert s’élève à 4,50 millions d'€. Il jouera deux saisons pleines dont un titre de champion en 2018 avec les Lions, titulaire indiscutable il jouera aussi pour l’équipe nationale plusieurs fois.
En janvier 2019, il sera mis de côté par le club à la suite d'une photo sur instagram mise par sa femme, il était en vacances alors qu'il était malade. Son contrat est rompu et il signera pour le grand rival Fenerbahce.
Il a joué à ce jour 17 matchs avec Fenerbahce.

## Carrière
- 2006-2016 : Bursaspor ( Turquie)
- depuis 2016 : Galatasaray ( Turquie)

## Palmarès
- Championnat de Turquie en 2010 avec Bursaspor.
- Championnat de Turquie en 2018 avec Galatasaray SK.
- Coupe de Turquie en 2023  avec Fenerbahçe SK.